# خلية محببة

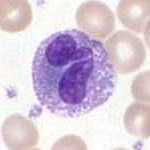
خلية محببة حمضية

الخلية المُحَبَّبَة (بالإنجليزية: Granulocyte)‏ أحد التقسيمات الرئيسية للخلايا البيض وهي تشكل معظمها بنسبة 50-70%. تأتي من خط الخلايا الجذعية كباقي مكونات الدم، وتمتاز بأنها كرية الشكل غير مقسمة وقصيرة الحياة حوالي 2-5 أيام ثم تتجدد. تستطيع أن تتدخل في الأنسجة، وذلك مخترقة الأوعية الدموية والغشاء الخلوي. وتضم هذه المجموعة 3 أنواع من الخلايا البيض:
1. الخلايا العدلة،
2. الخلايا الحامضية،
3. الخلايا القاعدية.

سميت بالخلايا المحببة نظرا إلى احتوائها على فقاقيع تحوي سائل مقاوم للميكروبات. بهذ تنتمي إلى النظام المناعي في الجسم.
تصنيف الثلاثة أنواع منها يعتمد على نوع الصبغة التي تتقبلها الخلية، فمثلا الخلية العدلة تأخذ الصبغتين الحامضية والقاعدية عند الكشف عنهم.

## منشأها
تتكون الخلايا المحببة في نخاع العظام، وسميت بهذا الاسم لوجود حبيبات صغيرة في سائل السايتوبلازم.
بعض أشكالها:

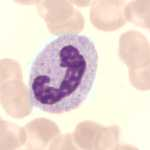
عصوي
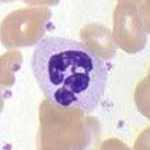
مجزأ
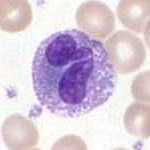
حبيبي
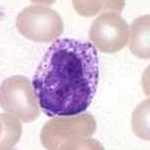